# IC 422
IC 422 = IC 2131 ist eine elliptische Zwerggalaxie vom Hubble-Typ E0 im Sternbild Hase am Südsternhimmel. Sie ist schätzungsweise 126 Mio. Lichtjahre von der Milchstraße entfernt und hat einen Durchmesser von etwa 25.000 Lj. 
Das Objekt wurde am 19. Februar 1893 vom französischen Astronomen Stéphane Javelle entdeckt.